# Wijlre (gemeente)
Wijlre is een voormalige gemeente in Nederlands Zuid-Limburg, die bestond uit het gelijknamige dorp met de gehuchten en buurtschappen Etenaken, Berghof, Cartils, Kapolder, Keutenberg, Elkenrade, Scheulder, Stokhem, Beertsenhoven, Schoonbron en een deel van Ransdaal.
In 1982 werd de gemeente verdeeld over de nieuwe gemeenten Margraten en Gulpen. De gemeente Gulpen ging in 1999 weer op in de gemeente Gulpen-Wittem en de gemeente Margraten in Eijsden-Margraten. Schoonbron ging in 1982 over naar de gemeente Valkenburg aan de Geul en Scheulder naar de gemeente Margraten.
Wijlre grensde aan de gemeentes:  Gulpen, Margraten, Bemelen, Valkenburg-Houthem, Klimmen, Voerendaal en Wittem.
In de gemeente staan twee parochiekerken. De St. Gertrudiskerk in Wijlre en de St. Barbarakerk in Scheulder.

## Referentie
1. ↑  Meer, Ad van der en Boonstra, Onno "Repertorium van Nederlandse gemeenten" 1812–2011, KNAW, 2006/2011 download (archive.org)